# レヒ

レヒのエンブレム
中指と人差し指を立てる右手は「エルサレムよ、もしわたしがあなたを忘れるなら…わが右手はその技を忘れますように」（詩篇137:5）という誓いを象徴し、下にはヘブライ文字で「Lehi」とい記されている。

レヒ（英語:Lehi、ヘブライ語:לח"י） は、イギリス統治領時代のパレスチナのユダヤ人地下武装組織。正式名称はイスラエル解放戦士団（Fighters for the Freedom of Israel、לוחמי חרות ישראל / ロハメイ・ヘルート・イスラエル）。ヘブライ語で「あご骨」という意味で、旧約聖書に登場する、士師のサムソンがあご骨でペリシテ人を撃ち殺した故事にちなんだ名称。

## 概要

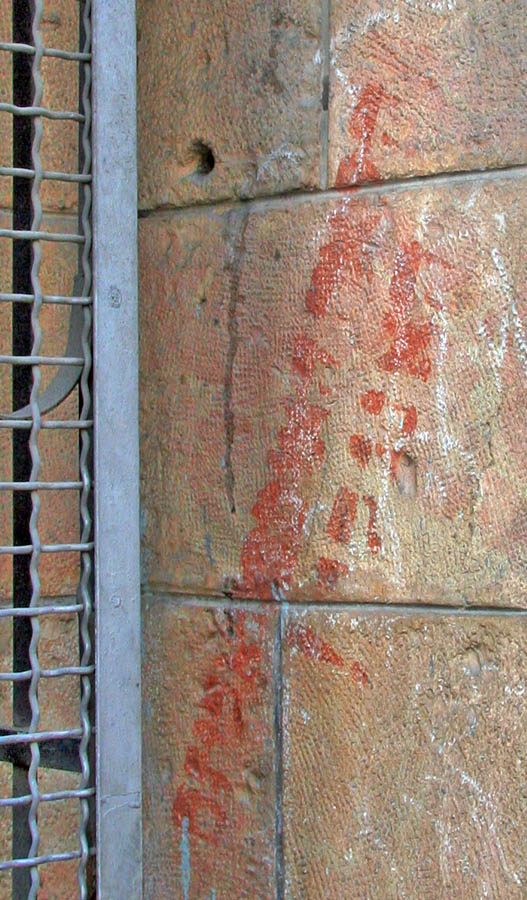
現在もエルサレム郊外に残る壁の落書き「! הלאה האימפריאליזם האנגלי（イギリスは植民地主義だ！）」

パレスチナからイギリスの支配と移民の制限を廃し、ユダヤ人国家を建設することを目標とした組織であり、イギリス当局からは創設者の名前を取って『シュテルン・ギャング』と呼ばれる。初期はイスラエル国家軍事機関と呼ばれていたが、指導者アブラハム・シュテルン（ヘブライ: אברהם שטרן）の死後、レヒと改名している。
レヒはイギリス当局からテロリスト集団として認識されていた。レヒは1944年のカイロにおけるウォルター・モイン（駐カイロ英公使）の暗殺をはじめ、パレスチナのアラブ人やイギリス人を狙った攻撃を行っている。1948年7月に国連調停委員のフォルケ・ベルナドッテ（スウェーデン赤十字総裁）が暗殺されたことで国際連合安全保障理事会は暗殺を行ったレヒのメンバーを「テロリストの犯罪グループ」と呼び、事件の3日後、イスラエル新政府は反テロ法を制定し、機関は禁止された。ベルナドッテに次いで国連調停委員となったラルフ・バンチもレヒを非難した。
レヒのメンバーは1949年2月14日にイスラエル政府により大赦を受け、1980年にはレヒの元メンバーのみ着けることを許された『レヒリボン』の勲章が作られ、グループは栄誉を受けている。

## 設立と創設者

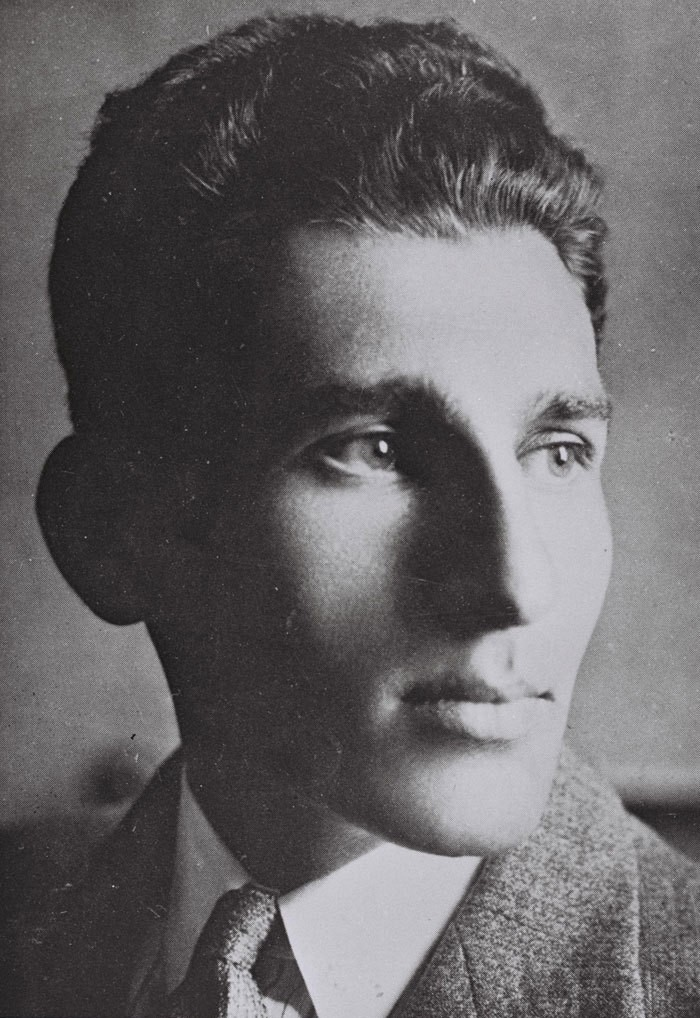
アヴラハム・シュテルン

創設者アブラハム・シュテルンはゼエヴ・ジャボチンスキー（英: Ze'ev Jabotinsky、ヘブライ: זאב ז'בוטינסקי）により創始された修正シオニズム運動を支持し、イルグン（ヘブライ: הארגון הצבאי הלאומי בארץ ישראל / ハ-イルグン・ハ-ツヴァイ・ハ-レウミ・ベ-エレツ・イスラエル、設立者はジャボチンスキー）に参加していた。
1940年6月、第二次世界大戦の勃発によりイルグンがイギリスに対する地下軍事行動を止めたことで彼はイルグンを去り、自ら発起者となってイスラエル国家軍事機関（Irgun Tsvai Leumi B'Yisrael）と呼ばれるグループを設立した。これが後のレヒとなる。
イギリスは戦争においてナチス・ドイツと敵対していたが、シュテルンはパレスチナに暮らすユダヤ人はイギリスに対して支援するよりも、戦いを仕掛けるべきだと考えており、また軍事的手段に頼ることでより効率的に目標を成し遂げることができると信じていた。

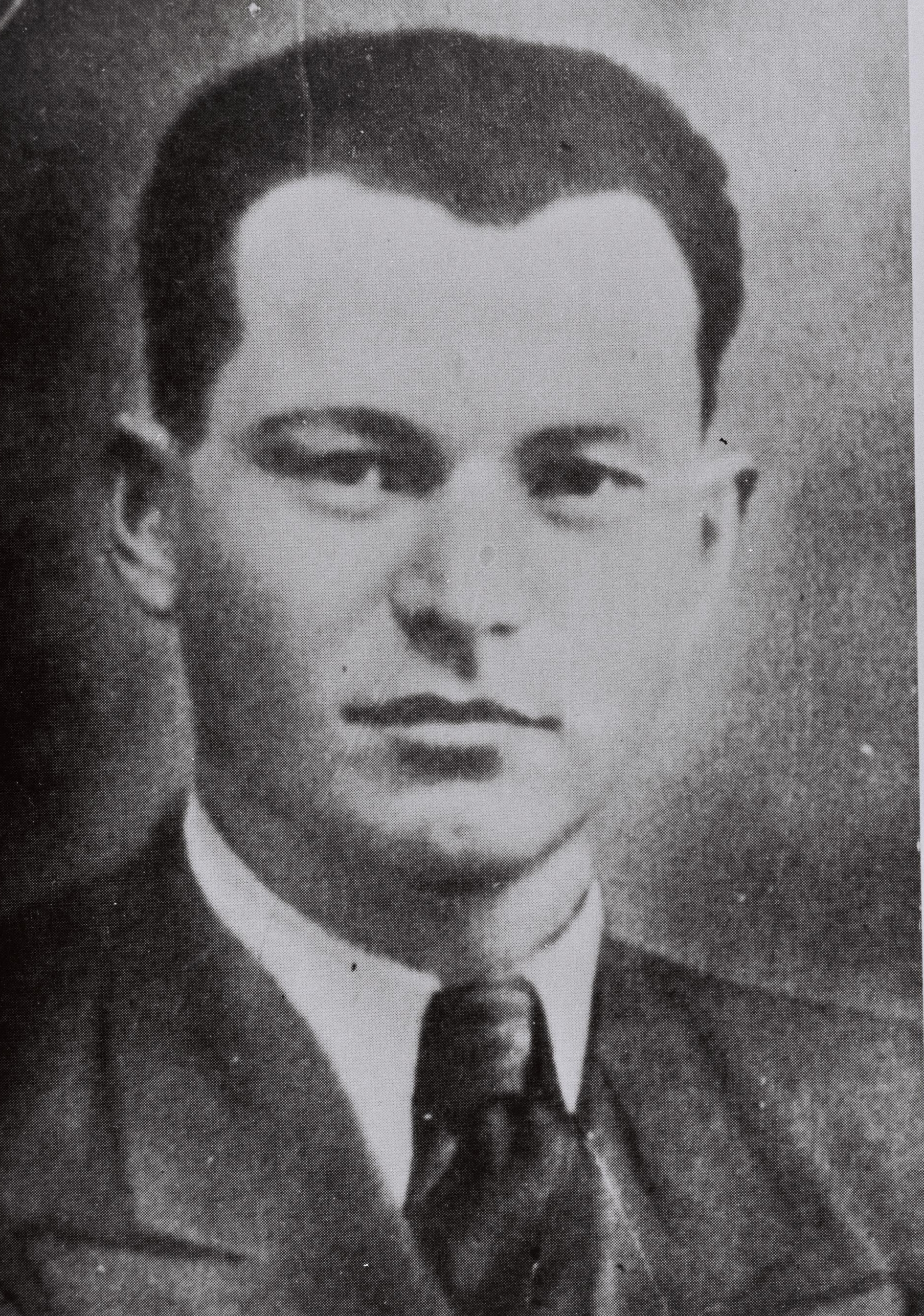
ダヴィド・ラズィエル

彼は1939年のマクドナルド白書（英: White Paper of 1939、イギリス国内で決議された、ユダヤ人のパレスチナへの移住や土地の購入を制限する内容の声明）に対しても強く異議を唱えた。彼はパレスチナの最も重要な役割はヨーロッパから逃げ延びて難民となったユダヤ人達の受け皿となることだと考えていた。しかし、彼の旧友ダヴィド・ラズィエルダヴィッド・ラズィエルはナチス・ドイツと戦うためにイシューヴ（ユダヤ共同体、この時代のユダヤ人中央暫定政府のこともいう）はイギリス当局を支援すべきとしてシュテルンと袂を分けることになる。シュテルンの考えは国家の建設を妨げる『外国人居留者』のために死ぬ必要はないということだった。しかし、イギリス軍に入隊したラズィエルは1941年、イラクでの任務中、命を落としてしまう。
シュテルンはイギリスを『ユダヤ民族の敵』、ナチスを『ユダヤ嫌悪者』として別格のものと見るようになっていた。シュテルンは前者は敗北すべきであり、後者は利用すべきと考えた。そしてイスラエル新国家建国の際に援助を得ることも視野に入れ、第二次世界大戦での協力を条件にユダヤ人難民を解放する交渉をナチス当局に持ちかけた。

## 目標と手段
レヒは3つの主な目標を定めた。

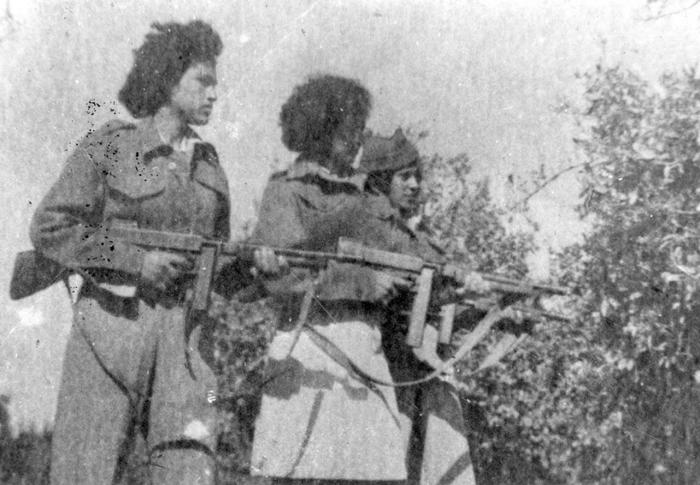
レヒの女性戦闘員(1948年)

1. パレスチナの解放のためイギリス当局との戦いに参加する意思のある者を集める。
2. 唯一のユダヤの軍事機関として世界に認知される。
3. 聖書に基づくイスラエルの地を軍隊の力で奪い返す[9]。

グループはその黎明期には、その目標がイギリス当局をエレツ・イスラエル（旧約聖書に基づくユダヤの民が神に約束されたとする地、パレスチナのユダヤ人側の呼び名）の地から追放するために国際的な協力を得て、その見返りに軍事力を提供する事により達成されると考えており、そのために「軍事行動を通し、足枷から抜け出す意思を示威する」ための公然かつ、組織化された軍隊を作ることが求められた。
レヒの地下新聞『ヘ・ハジット（He Khazit / 戦線）』の中の「テロ（Terror）」という題名の記事で以下のように述べられている。
記事にはテロの目標が書かれていた。
シュテルンの暗殺後、レヒのリーダーの一人になった、後のイスラエル首相イツハク・シャミル（ヘブライ: יצחק שמיר）は、レヒの行動の正当性を主張した上で
と語った。

## 復興の18原則
アヴラハム・シュテルンは『復興の18原則』と呼ばれる組織の思想を掲げた。
1. 民族 - ユダヤ人は約束された民であり、一神教の創始者、預言の導きの体現者でもある。また、人類の文化の規範となる担い手であり、価値ある遺産を守る者達である。ユダヤ人は自己犠牲と苦しみの精神を身につけている。そして、その展望と、信仰に基づく生き残り精神は不滅である。
2. 祖国 - イスラエルの地（パレスチナ全土）における祖国は、聖書の「あなたの子孫にエジプト川（ナイル川）からユーフラテス川までの土地を与える。（創世記15章18節）」に厳密に書かれてある境界の現在の土地とし、民族の全てが安全に住める地とする。
3. 国家と土地 - イスラエルはかつて剣で土地を征服し、強大な国を作り上げた。それを再現するのみである。すなわち、イスラエルは唯一のその土地の所有者であり、それに時効が来ることは決してないのである。
4. 目標 - 土地の償還なくして主権国家は成しえず、主権国家なくして民族的な再興はありえない。占領と戦争の期間中、組織の目標は、
  1. - 土地の償還
  2. - 主権国家の建設
  3. - 民族の再興
5. 教育 - 自由を愛し、イスラエルの永遠の遺産を守ることに情熱を向ける民族に育てる。民族の運命とは自分たち自身が握っているという考えを植えつけ、「剣と本は結わえられて天からやってきた（ミドラシュのヴァイクラ・ラバ / 英: Midrash Vayikra Rabba 、レビ記35章8節）」という教義を復活させる。
6. 団結 - ヘブライの自由運動の旗の下にユダヤ民族が皆団結する。解放のための闘いに情熱を注ぎ、個人の才能、地位、財産を使って革命の熱情に身を捧げる。
7. 協定 - 組織とともに戦いたい者、あるいは直接援助を用立ててくれる者とは全て協定を結ぶようにする。
8. 武力 - 闘うための力を祖国、ディアスポラ（離散、パレスチナ以外に住むユダヤ人）、地下組織、兵営にて増強し、解放の旗、武器、指導者を集結させ、ユダヤの軍隊を作る。
9. 戦争 - 目的を達成する上での障害となるものとは絶え間なく闘い続ける。
10. 攻略 - 他国による祖国の占領と永遠の支配からの攻略。それらは主権獲得と償還を目指す段階での果たすべき義務である。
11. 主権国家 - 奪還した地における、主権国家を再建する。
12. 正義の支配 - ユダヤの道徳精神と預言に導かれた正義による社会秩序を形成する。その秩序の下では誰も上に苦しむことも仕事を失うこともなくなり、全てが調和と相互理解と友愛にあふれる例証を世界に示すことになる。
13. 荒地の再生 - 多くの移民と人口の増加に備えて、廃墟を建て替え、荒地を復活させる。
14. 異民族 - 異民族、すなわち、パレスチナに住むアラブ人達は人口比率を逆転させることで解決する。
15. 亡命者の受け入れ - 主権国家では全ての亡命者を受け入れる。
16. 国力 - ユダヤ国家が軍事、政治、文化について中東、そして地中海地域における第一等国となる。
17. 復活 - ヘブライ語を全ユダヤ民族で通じる話し言葉として復活させ、イスラエルの歴史的、精神的な力の再燃につなげ、民族性の洗練の動力とする。
18. 神殿 - 完全な償還を遂げた新しい時代の象徴として第三神殿の建設を行う。

## 組織の戦略と展開
レヒの戦闘員の多くは専門の訓練を受けており、一部にはベニート・ムッソリーニのファシズム政府が運営するチヴィタヴェッキアの軍人養成学校に参加していたメンバーもいた。
第二次世界大戦が始まる前の1938年から1939年にかけて、レヒのメンバーの一部はポーランド軍の指導の下、ヴォウィーニ（波: Wołyń）のゾフュフカ（波: Zofiówka）や、ウッチ（波: Łódź）近郊のポデンビン（波: Podębin）、アンドリフフ（波: Andrychów）周辺の森で、軍事訓練を行い、爆薬の使い方を学んだ。彼らのうちの一人は後にこう語っている。
「ポーランド人はテロリズムを科学として扱っていました。我々はコンクリート、鉄、木、レンガ、あるいは土でできた建物を破壊するための数理を用いた法則を習得していました。」
その後、ポーランド政府はレヒのメンバーに20,000丁以上の銃をひそかに持たせ、ポーランドの空路と海路を使ってパレスチナへ向かうことを許可した。
グループの黎明期は失敗が続いた。犯罪行為で資金を集める初期の試みは、1940年のテルアビブでの銀行強盗や、1942年1月9日の強盗ではユダヤ人通行人2人を死亡させ、組織の一時的な壊滅をもたらした。さらに、ロードでイギリス秘密警察の上層を暗殺する作戦は、3人の警察官（うち2人がユダヤ人、1人がイギリス人）が死亡することとなり、イギリス当局とユダヤ中央機関による地下組織を一掃するための協力体制を生み出す結果となった。

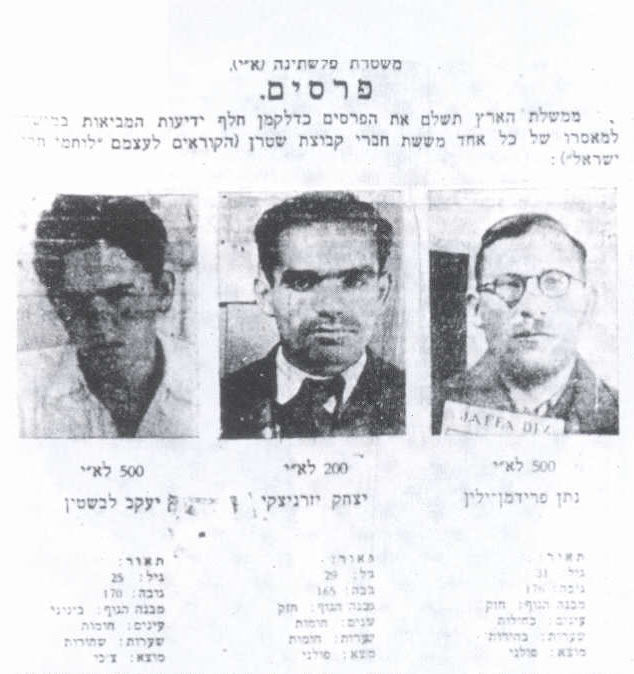
イギリス当局によるレヒ活動家の指名手配書。中央がシャミル。

イギリス当局はシュテルンのグループをテロリスト組織と見なし、イギリス情報局保安部（MI5）の植民地支部である防衛警備局（Defence Security Office）に、その指導者を探し出すよう指示した。そして1942年、拘束されたシュテルンは帝国防衛委員（Committee of Imperial Defence）のジェフリー・モートン警部に射殺された。また、他のメンバーの逮捕によりグループはいったん消滅しかけるが、指導者のうちの二人であるイツハク・シャミルとエリヤフ・ギラディ（後にレヒのメンバーに暗殺される。理由は現在も不明とされる。）が、すでに脱獄していたナタン（フリードマン）・イェリン＝モル（ヘブライ: נתן ילין-מור）とイスラエル・エルダド（イスラエル・シャイブ、ヘブライ: ישראל אלדד）の助けによって脱走し、組織を再興させた。
後のイスラエル首相となるシャミルは「マイケル」のコードネームで知られた。この名は彼の尊敬する人物たちの一人、マイケル・コリンズから取られた。レヒはウリ・ツヴィ・グリンベルグ（英: Uri Zvi Greenberg、ヘブライ: אורי צבי גרינברג）やイスラエル・エルダードらを精神的、哲学的指導者とした。レヒは委任統治時代に存在したどの武装グループよりもはるかに小規模で、支持者も決して多くはなかったため、他の多くのユダヤ人からも見下されていた。ギラディの暗殺後、組織はエルダド、シャミル、イェン＝モルをリーダーとする三頭体制となった。
レヒは反帝国主義の非社会主義的思想を採用していた。彼らはイギリス委任統治が続くことを委任統治の一般的な条項に違反するとみなし、ユダヤ移民の制約については国際法の有り余る侵害とみなした。しかし、彼らは裏切り者と断じたユダヤ人も標的にし、イギリス委任統治の終わり頃にはデイル・ヤシーン事件などのアラブ人を狙った作戦にハガナーやイルグンとともに参加した。
ナハマン・ベン＝イェフダ（ヘブライ大学の元社会学部、人類学部学長）の著書によると、レヒは合計42件の暗殺事件に関わっており、これは同時期のイルグンやハガナーの起こした事件を合わせた数の2倍以上になる。この中でベン＝イェフダが政治的と分類した暗殺での被害者は、半数以上がユダヤ人だった。
レヒはユダヤ中央機関当局や、その関連機構にも相容れず、その実体においてほぼ全ての行動を単独でこなした。
イギリスに逮捕されたレヒの囚人のほとんどは裁判の際に弁護人を付ける事を拒み、支配権の象徴であるイギリス人の裁判官には自分達を裁く司法権はなく、それ故に裁判は違法であるとする陳述内容を読み上げるのみだったという。同じ理由で彼らは、大赦の申し出も拒み、それで死刑を免れることが明らかだったとしても応じなかった。レヒのモシェ・バラザニー（英: Moshe Barazani、ヘブライ: משה ברזני）やイルグンのマイア・ファインシュタイン（英: Meir Feinstein、ヘブライ: מאיר פיינשטיין）の場合は、イギリス当局による処刑を免れるため、オレンジの箱に隠した手榴弾を使って留置場内で自爆した。

## ナチスとの接触

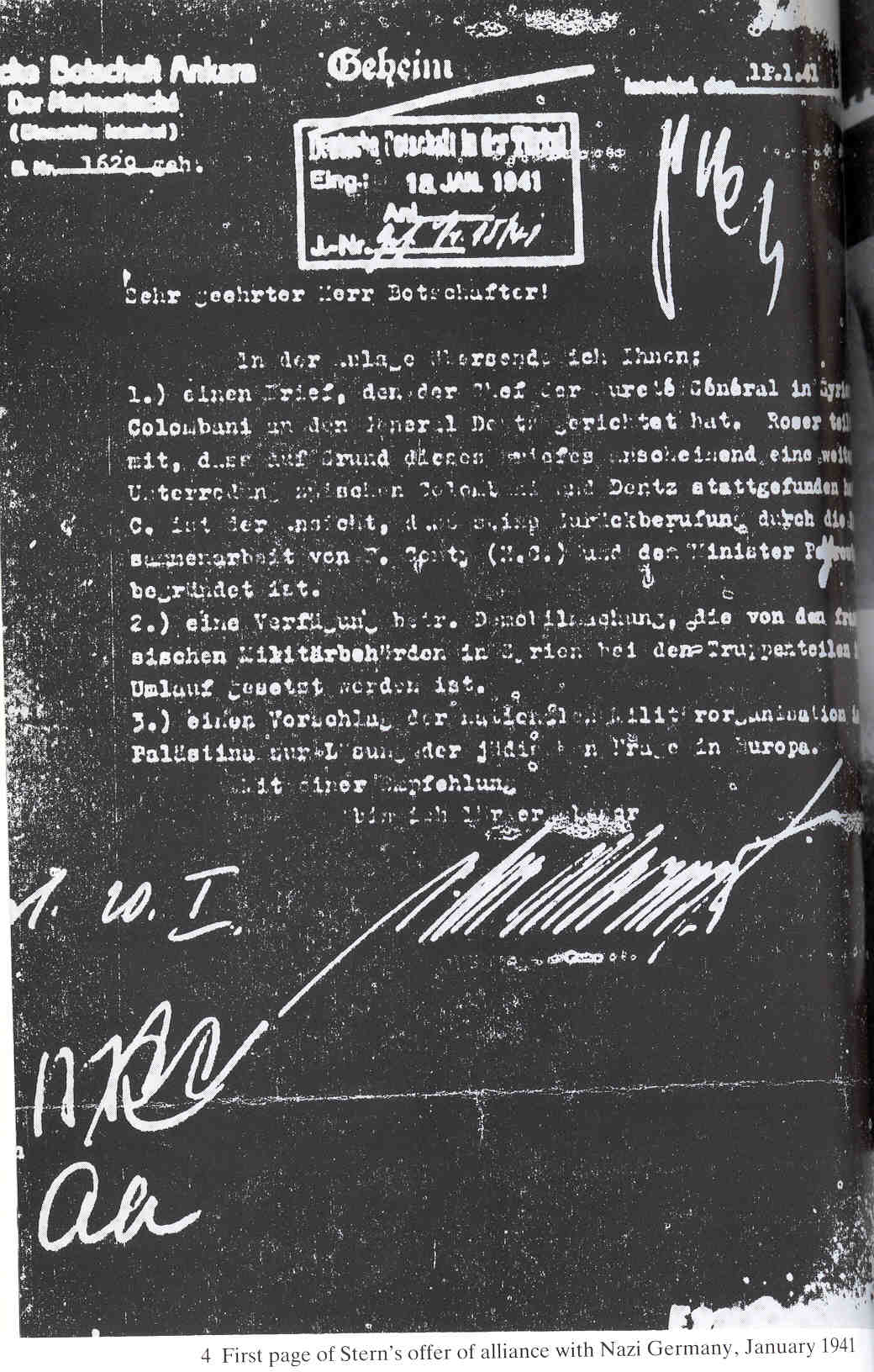
シュテルンらがナチスに宛てて送ったとされる、アンカラ文書に添付されていた手紙（ドイツ語）

1940年、レヒは第二次世界大戦でナチス・ドイツ側に立って干渉することを提案する。それはドイツがイギリスをパレスチナから追放する見返りに、ヨーロッパのユダヤ人の『移住』を手助けするというものだった。1940年の末、レヒの代表者Naftali Lubenchikはドイツの外交官ヴェルナー・オット・フォン・ヘンティヒ（Werner Otto von Hentig）に会うため、ベイルートを訪れ、ヘンティヒにレヒはまだその実力を発揮しておらず、その気になれば反英運動の全範囲を組織化することも出来ると語った。
ドイツの第一の目標がイギリスの駆逐であるという仮定に基づき、次のような協力を申し出た。
レヒ側からは、活動可能な熟練者と一部では武器を有するイルグンの支部がある、中東や東欧での妨害活動、スパイ活動、諜報活動と幅広い軍事行動の完全協力。ドイツ側からは以下の宣言と行動が要求された。(1) パレスチナ（エレツ・イスラエル）におけるユダヤ独立国家の完全な承認。(2) ヨーロッパからパレスチナへの移住をする意思のある、もしくは政府からの禁則命令を受けた、全てのユダヤ人に移住を許可し、数の制限も無くす。
このため、マダガスカルのような遠くの国にユダヤ人を移住させるナチスの計画（マダガスカル計画）は、撤回の表明を余儀なくされた。
1941年1月11日、後にアンカラ文書と呼ばれるレヒからの書簡が海軍中将ラルフ・フォン・デア・マルヴィッツ（Vice Admiral Ralf von der Marwitz）を通じてドイツ海軍の駐アンカラ大使に送られた。書かれていた申し出は「戦争では積極的にドイツ側に与する」ことを「ドイツ国（German Reich）との協定に基づく、全体主義思想を基盤とする過去からのユダヤ国家の建設」をドイツが手助けする見返りとして行うという内容だった。書簡にはアヴラハム・シュテルンとイツハク・シャミルのサインがしたためられていた。提案がどのようにアンカラのドイツ海軍の大使に伝わったのかについては3つの可能性が考えられる。まず一つはヘンティヒがドイツへ向かう途中アンカラで遅れ、彼の口頭での訳解がマルヴィッツに伝えられ、マルヴィッツの言葉で書簡が書かれたとするもの。二番目はフランス情報部司令のコロンバニが他のヴィシー政権の同僚との個人的な対立によって捏造したとするもので、マルヴィッツの書簡の「コロンバニは彼のフランスへの召還がコンティとピエトロン大臣の共謀の結果だと思っている」という文から知られるようになった。そして、三つめは、提案の不履行を望んだコロンバニが、1938年から1939年にかけて、レバノンでアミーン・アル＝フサイニー（エルサレムのムフティ）に協力を仰いだとするもの。彼は1939年、コロンバニをシリアからイラク国境に彼の車で送った人物でもあった。
いずれにしても、マルヴィッツが機密文書として処理されたその提案をドイツの大使がいるトルコに届け、1941年1月21日にそれはベルリンへ送られ、返事は返ってこなかった。ヘンティヒは後に、ユダヤ人の国を作るのは大切なことだと信じていたと語ったという。

## その後
レヒのメンバーの総員は数百人に満たなかったものの、社会革命党（エスエル党）やポーランド社会党戦闘団（the Combat Organization of the Polish Socialist Party、ユゼフ・ピウスツキがロシア帝国に対抗するため組織した準軍事組織）など、ロシア帝国時代のグループや、1920年代のアイルランド共和軍（IRA）の、南アイルランドからイギリスを追い出すことに成功したゲリラ戦術を参考に、彼らは自国にその思想を伝えるため小規模ながらも大胆な行動を行った。それゆえに、レヒは小規模な作戦としてイギリス兵や警察官、ユダヤ人『協力者』の暗殺を行った。他の計略として1947年にはイギリスの政治家に郵便物として爆弾を送りつけることや、また、橋や鉄道や製油場などのインフラストラクチャーを狙った破壊活動も行われた。レヒは活動資金を得るため個人の寄付を募ったり、ゆすりや銀行強盗を行うこともあった。
イスラエルの歴史家ベニー・モリス（英: Benny Morris、ヘブライ: בני מוריס、ベングリオン大学教授、新歴史家と呼ばれる急進的な思想家とされる）によれば、レヒはアラブ人の虐殺にも関与していたとしている。第一次中東戦争中の虐殺事件の一覧（List of massacres committed during the 1948 Arab-Israeli war）も参照。

### モイン卿の暗殺
英語版主要記事：Walter Guinness, 1st Baron Moyne#Assassination

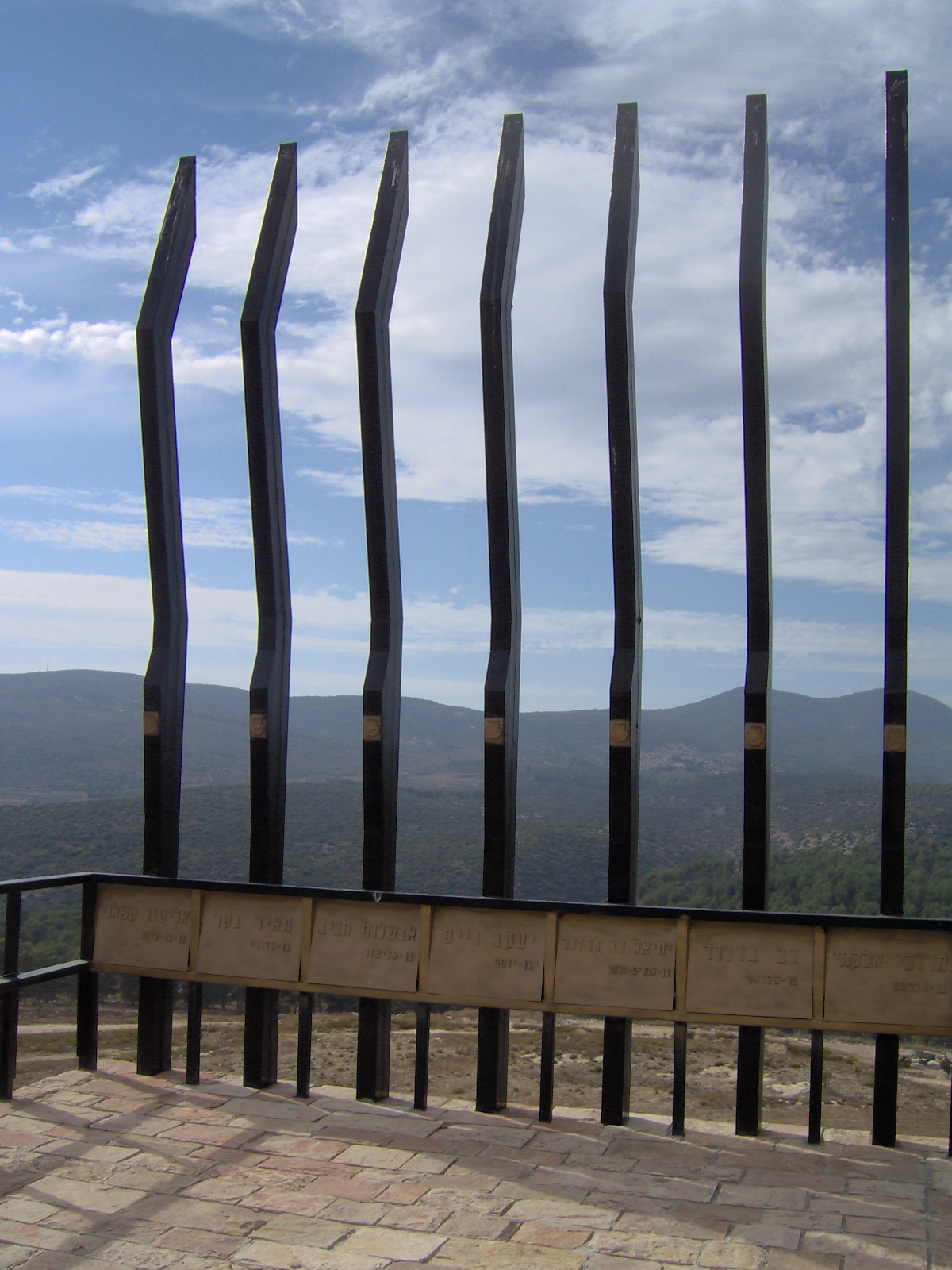
オレイ・ハガルダムのための記念モニュメント

1944年11月6日、レヒはカイロでモイン男爵ウォルター・ギネスを暗殺した。モイン卿は中東地域のイギリス政府代表として最高位の人物であった。後にイツハク・シャミルはモイン卿の暗殺の理由は、彼のアラブ連合に対する支持姿勢と、アラブ人がユダヤ人より人種的に優れていると考えられているという反ユダヤ的な内容の講義だと主張している。この暗殺はイギリス政府を動揺させ、ウィンストン・チャーチル首相を憤慨させた。2人の暗殺者、エリヤフ・ベト＝ズリ（英: Eliahu Bet-Zuri、ヘブライ: אליהו בית צורי）とエリヤフ・ハキム（英: Eliyahu Hakim、ヘブライ: אליהו חכים）は拘束され、公判は彼らの政治的思想を吐露する舞台となり、翌1945年3月に2人は処刑された。1975年に彼らの遺体はイスラエルに送られ、国葬が営まれた。1982年にはベト＝ズリやハキムを含む20人のオレイ・ハガルダム（英: Olei Hagardom、ヘブライ: עולי הגרדום、絞首刑に処せられた者達）のために、「イスラエル独立のために戦った殉教者」と題した郵便切手付き記念シートが発行された。

### ハイファのイギリス警察署
1947年1月12日、レヒのメンバーはトラック1台分の爆薬をハイファのイギリス警察署に投げ込み、4人の死者と140人の負傷者を出した。

### カイロ、ハイファ間列車爆破
英語版主要記事：Cairo-Haifa train bombings 1948
第一次中東戦争の準備期間中、カイロ、ハイファ間を結ぶ列車が数回地雷による爆破を受けた。1948年2月29日、レヒはレホヴォトの北部を走る列車に地雷を仕掛け、28人の兵士を殺害、35人を負傷させた。同年3月31日にはビンヤミナ近くの鉄道に地雷が仕掛けられ、40人の市民が死亡、60人がけがをした。2番目の攻撃はレヒも関与していたが、レヒはこの事件を決して自分達の手柄にはしなかった。

### デイル・ヤシーン事件
主要記事：デイル・ヤシーン事件
デイル・ヤシーンはエルサレムの西5キロに位置する村である。1948年4月9日、ハガナーの了承を得た（ただしナハション作戦とは独立したものであった。）レヒとイルグンのメンバー約120人がこの村を襲撃した。彼らは100から120人の村の住民を殺害したと見られ、多くが一般人だった。
当時の犠牲者数の報道は最も多いもので254人とされたこともあり、この虐殺は国際社会の悲憤を招いた。ベン＝グリオンはこの出来事を痛烈に批判した。また、ハガナーや著名なラビ、ヨルダン国王アブドゥッラー1世に行為の非難と、謝罪と哀悼の意を綴った手紙を送ったイスラエルのユダヤ機関など、ユダヤ当局の要人達が同様に批判を行った。
ベニー・モリスによれば、「残虐行為と、続いたメディアキャンペーンの最も重要な直接的影響は、パレスチナの町や村が恐怖を感じていることや、後の、そこからの混乱に陥りながらの逃亡を報道し始めるようになったことだった。」という。デイル・ヤシーン事件により多くのパレスチナ人が虐殺を避けるために家を捨てて避難し、結果的に、パレスチナ人住民のイスラエルからの追放に大きな効果を発揮した。
もう1つの重要な影響は、アラブ諸国による干渉とパレスチナに暮らすアラブ人を助ける働きかけを、アラブ諸国周辺に暮らすアラブ人に今一度呼び起こさせたことだった。これは第一次中東戦争におけるアラブ諸国の介入と侵攻につながる。

### 組織の解散
レヒとユダヤ人主流派の対立と、続くイスラエルの機関の終了に伴い、1948年5月31日にレヒは正式に解散させられ、イスラエル国防軍に統合された。その際、指導者は訴追からの大赦を許された。統合の見返りともされる。

### フォルケ・ベルナドッテ伯の暗殺

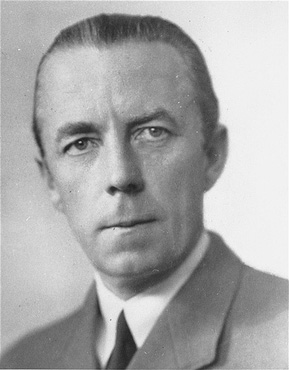
国連調停員フォルケ・ベルナドッテ伯は1948年にエルサレムで暗殺された。

英語版主要記事：Folke Bernadotte#Assassination
レヒは全国的な活動を1948年5月に停止したが、それでもグループはエルサレムで機能し続けていた。1948年9月17日、レヒは論争の解決に仲介者として送られて来ていた、国連調停委員のフォルケ・ベルナドッテ伯を暗殺した。暗殺事件はイェホシュア・ゼトレルに指揮され、メシュラム・マコヴェルが率いた4人組のグループにより実行された。致命傷となったのはイェホシュア・コヘンの銃撃だった。3日後、イスラエル政府はレヒを禁止措置とした。
レヒの指導者ナタン・イェリン＝モルとマティティアフ・シュムレヴィッツは2ヵ月後に拘束され、イェリン＝モルは禁錮8ヶ月の判決を受けたが、他の多くの容疑者を含むメンバーは直ちに解放された。そして、グループは永久的な解散に追い込まれた。

### 政界へ
レヒ内左派の一部のメンバーは獄中のイェリン＝モルを党首とする『戦士の名簿（英: Fighters' List、ヘブライ: רשימת הלוחמים / レシマト・ハ-ロハミム）』と呼ばれる政党を立ち上げる。党は1949年1月のクネセト総選挙（第1クネセト）で1議席を獲得した。1949年2月14日に認められたレヒのメンバーに対する大赦により、イェリン＝モルは釈放され、国会に籍を置いた。しかし、1951年の総選挙（第2クネセト）では議席を獲得できず、党は解散した。

## レヒの記念
イスラエルは1980年に軍の勲章としてレヒリボンの授与を、元レヒのメンバーで、それを身に付ける事を望んだ人物を対象に実施した（en:Israeli military decorations#Service ribbons）。色はそれぞれ赤、黒、灰色、水色と白がある。

## 批評
一部の著作家はレヒの本当の目標は全体主義に基づく国を作ることだったと指摘している。他の主張は、組織の思想は「外国人への嫌悪、個人を国家の必要の元に完全に従属させる国家的エゴイズム」、反自由主義、民主主義と著しく中道化した政府の全面否定に性格づけられた、準ファシストの急進右翼の世界観」に置かれたとするもの。リーダーのアヴラハム・シュテルンは、ナチス・ドイツとの暫定協定を結ぼうとしたことで支持を大きく失ったというものがある。
Perligerとワインバーグはレヒのメンバーの多くがイタリアのファシズム運動に傾倒していたとしている。しかし、独裁主義者に見られる信条は組織の憲章である復興18原則には現れてはいない。グループの創始者『ヤイール』は原則のうたっている事について、「私達は・・・、イスラエル王国の設立と、全ての国の息子達、それがたとえ誰であっても、兄弟愛、敬意、友愛の念をかけることを永久の基盤とした国を再建することを望むのです。」と語っている。
アヴラハム・シュテルン（ヤイール）はイタリア留学中、『グルッポ・ウニベルシタリオ・ファシスタ』と呼ばれる、留学生が招待されるファシスト学生組合への参加を、学費の大幅な免除があるにもかかわらず、拒否している。さらに、ロシアでの生活中は、ソビエト連邦共産党の『コムソモール』予備階級で、若年向けの『ピオネール』のメンバーでもあった。彼はまた、青年機関『ハツォフィム（英: Israel Boy and Girl Scouts Federation、ヘブライ: התאחדות הצופים והצופות בישראל / ヒトアフドゥト・ハ-ツォフィム・ヴェ-ハ-ツォフォト・ベ-イスラエル）』や『ハショメル・ハツァイル（英: Hashomer Hatzair、ヘブライ: השומר הצעיר）』や『ヘハルツ』のような社会主義運動で思想を培ったスヴァウキで、『ヘブライ青年ハショメル・ハツァイル（Hebrew Tzofim Hashomer Hatzair）』のヒスタドルート（労働組合）を立ち上げた。

## 著名なレヒのメンバー
- イツハク・シャミル、イスラエル首相（1983年-1984年、1986年-1992年）。
- ナタン・イェリン＝モル、レヒの元メンバー、クネセト議員（1949年-1951年）、アラブとの和平問題では最左派の支持者。
- イスラエル・エルダド、イスラエルの民族主義の第一人者、著述家。
- ゲウラ・コーヘン (Geulah Cohen)、クネセト議員。
- アモス・ケイナン (Amos Kenan)、作家。
- マクシム・ギラン (Maxim Ghilan)、イスラエルのジャーナリスト、著述家、平和活動家。